# Flora Jacobs
Flora Jacobs, später Schrijver oder auch Schrijver-Jacobs (* 14. Juni 1923 in Nimwegen; † 22. April 2013) war eine niederländische jüdische Musikerin und Holocaustüberlebende.

## Leben
Flora Jacobs, ihr Vater Benjamin spielte Bass und Trompete in einem Orchester, hatte als junge Musikstudentin Klavierunterricht erhalten. Zusätzlich erhielt sie eine Ausbildung auf dem Akkordeon.
Im Februar 1943 wurde sie mit ihren Eltern nach Westerbork und von dort nach Auschwitz deportiert, wo beide Elternteile starben. Ihre Schwester Rebecca kam im April 1943 in Westerbork an und wurde von dort nach Sobibor deportiert, wo sie am 11. Juni 1943 ermordet wurde. Nachdem die privilegierte Stellung des Mädchenorchesters von Auschwitz immer mehr bekannt geworden war, meldete sich Jacobs für das Klavierspielen im Orchester an, erhielt dann aber den Hinweis, dass sich ca. 150 Frauen für das Klavier gemeldet hätten und, ob sie nicht ein anderes Instrument spielen würde. Sie konnte Akkordeon spielen und wurde mit diesem Instrument in das Orchester aufgenommen. Bis zur Auflösung im Oktober 1944 blieb sie im Orchester. Anschließend musizierten ehemalige Mitglieder des Mädchenorchesters, u. a. auch Jacobs, am Weihnachtsabend 1944 in der Villa des Lagerkommandanten der KZs, Josef Kramer. Nach der Auflösung des Orchesters war Jacobs so verzweifelt, dass sie sich freiwillig zur Zwangsarbeit melden wollte, was ihren Tod bedeutet hätte. Sie begegnete aber Kramer, der sie wiedererkannte und zur Kapo machte. Später kam sie – wie die anderen jüdischen ehemaligen Mitglieder des Mädchenorchesters – bis zur Befreiung Mitte April 1945 ins Konzentrationslager Bergen-Belsen. Hier wurde sie durch Josef Kramer, welcher jetzt Lagerkommandant des KZs Bergen-Belsen war, als Babysitterin für seine Kinder eingesetzt. Zusätzlich musste sie gemeinsam mit der Geigerin Lily Máthé am Wochenende im Haus von Kramer Konzerte geben.
Jacobs ging nach dem Krieg zurück in die Niederlande und heiratete 1947 den Verlobten ihrer ermordeten Schwester, Appie Schrijver.
1994 erschienen ihre Memoiren unter dem Titel Het meisje met de accordeon (Das Mädchen mit dem Akkordeon) von Mirjam Verheijen.